# Младост 3
„Младост 3“ е квартал на град София, България, разположен в район „Младост“, на 7,9 километра югоизточно от центъра на града.
Разположен е източно от булевард „Александър Малинов“ и южно от булевард „Андрей Ляпчев“. Граничи с кварталите „7-и – 11-и километър“ на север, планирания Източен парк на изток, „Младост 4“ на юг и „Младост 2“ на запад.

## Инфраструктура
В „Младост" 3 се намират XXV диагностично-консултативен център (бивша 25-а районна поликлиника) – с планов капацитет за 40 000 жители, и Медицински център „Св. Панталеймон“.

## Улици и произход на имената им
| Път                        | Наречен на                                      | Местоположение |
| -------------------------- | ----------------------------------------------- | -------------- |
| „102“                      | ?                                               | Карта          |
| „Акад. Румен Цанев“        | Румен Цанев (1922 – 2007), биолог               | Карта          |
| „Александър Малинов“       | Александър Малинов (1867 – 1938), политик       | Карта          |
| „Александър Паскалев“      | Александър Паскалев (1879 – 1946), книгоиздател | Карта          |
| „Андрей Ляпчев“            | Андрей Ляпчев (1866 – 1933), политик            | Карта          |
| „Бъднина“                  | Бъдеще, времева категория                       | Карта          |
| „Ген. Радко Димитриев“     | Радко Димитриев (1859 – 1918), генерал          | Карта          |
| „Д-р Атанас Москов“        | Атанас Москов (1903 – 1995), политик            | Карта          |
| „Д-р Николай П. Николаев“  | Николай Николаев (1887 – 1961), политик         | Карта          |
| „Жечо Гюмюшев“             | Жечо Гюмюшев (1898 – 1944), комунистически деец | Карта          |
| „Инж. Георги Белов“        | ?                                               | Карта          |
| „Йордан Касабов“           | Йордан Касабов (1928 – 1992), физик             | Карта          |
| „Медовина“                 | ?                                               | Карта          |
| „Полк. Владимир Серафимов“ | Владимир Серафимов (1860 – 1934), офицер        | Карта          |
| „Свето Преображение“       | Преображение Господне, евангелско събитие       | Карта          |
| „Филип Аврамов“            | Филип Аврамов (1929 – 1997), композитор         | Карта          |